# ANRナショナル・アワード
ANRナショナル・アワード（エーエヌアール・ナショナル・アワード、ANR National Award）は、インド映画への貢献を表彰する功労賞で、俳優アッキネーニ・ナゲシュワラ・ラオ(ANR)の功績を称えてアッキネーニ国際財団によって2005年に創設された。

## 概要
2004年にANRはインド映画の発展に貢献した人々を表彰するための映画賞を創設することを決めた。インド鉱山大臣を務めたT・スッバラーミ・レッディが選考委員長を務めており、受賞者は毎年ANRが発表していたが、2013年の受賞者発表は病床のANRに代わり息子アッキネーニ・ナーガールジュナが発表した。2014年1月にANRが死去し、同年にアミターブ・バッチャンが受賞した後は受賞者が発表されなかったが、2017年にナーガールジュナは2年振りに受賞者を発表し、S・S・ラージャマウリが受賞者に選ばれた。2019年の授賞式にはチランジーヴィがプレゼンターとして招待され、2018年受賞者に選ばれたシュリデヴィ（2018年死去）に代わり夫のボニー・カプールが授賞式に出席した。これ以降は受賞者が発表されなかったが、5年振りとなる2024年に受賞者が発表され、チランジーヴィが受賞者に選出された。

## 受賞者

### 2000年代
| 年     | 画像 | 受賞者                   | 職業                 | 出典  |
| ------ | ---- | ------------------------ | -------------------- | ----- |
| 2005年 |      | デーヴ・アーナンド       | 俳優                 | [ 2 ] |
| 2006年 |      | シャバーナー・アーズミー | 女優                 | [ 2 ] |
| 2007年 |      | アンジャリ・デーヴィ     | 女優                 | [ 2 ] |
| 2008年 |      | ヴィジャヤンティマーラー | 女優                 | [ 2 ] |
| 2009年 |      | ラタ・マンゲシュカル     | プレイバックシンガー | [ 2 ] |

### 2010年代
| 年     | 画像       | 受賞者                 | 職業       | 出典       |
| ------ | ---------- | ---------------------- | ---------- | ---------- |
| 2010年 |            | K・バーラチャンダル    | 映画監督   | [ 2 ]      |
| 2011年 |            | ヘマ・マリニ           | 女優       | [ 9 ]      |
| 2012年 |            | シャーム・ベネガル     | 映画監督   | [ 10 ]     |
| 2013年 |            | シュリデヴィ           | 女優       | [ 5 ]      |
| 2014年 |            | アミターブ・バッチャン | 俳優       | [ 6 ]      |
| 2015年 | 受賞者なし | 受賞者なし             | 受賞者なし | 受賞者なし |
| 2016年 | 受賞者なし | 受賞者なし             | 受賞者なし | 受賞者なし |
| 2017年 |            | S・S・ラージャマウリ   | 映画監督   | [ 11 ]     |
| 2018年 |            | シュリデヴィ           | 女優       | [ 7 ]      |
| 2019年 |            | レーカー               | 女優       | [ 12 ]     |

### 2020年代
| 年     | 画像 | 受賞者         | 職業 | 出典         |
| ------ | ---- | -------------- | ---- | ------------ |
| 2024年 |      | チランジーヴィ | 俳優 | [ 13 ] [ 8 ] |